# メソサウルス
メソサウルス (Mesosaurus) は、古生代ペルム紀前期に生息していた基盤的な有羊膜類。爬虫類と姉妹群の中竜目に属する。属名は「中間のトカゲ」を意味する。まれに"水棲の恐竜"と呼称されるが、これは不適切な表現である。

## 形態
主に全長約40cm～1mの幼体が発見・展示されるが、最大では全長1.5～2.5mに達したと推定される。水中に適応した身体をもつ。一度地上生活に適応した後、祖先の両生類の様に水中生活に戻ったグループの一つと考えられている。
頭蓋骨と歯
この生物は、長い吻部と眼窩付近に鼻孔を持つ頭蓋骨を持っていた。その顎には、最大の特徴である細かい針状の歯が多数生えていた。これらの歯は、1本ずつ歯槽に収まっていたが、捕食するには脆弱であった。化石の保存状態が良くないことからあまり詳細な形態は判明していないが、眼窩後部に下側側頭窓が存在していたらしいということが指摘されている。しかし、これが単弓類のものと相同であるかは判明していない。
胴体
軽い構造の身体を持っており、頭部、胴体ともに流線型であった。肩帯と腰帯は縮小しており四肢は細く、肢端は鰭脚状になっていた。後肢はより長く、水中で推進力を得るのに適した形態となっている。肋骨が厚くなり（現代の海牛類で見られる特徴）、胴体をくねらす事が出来ない。脊柱の神経弓が拡大しており、カプトリヌス科との類似が指摘されている。
尻尾
長く高さがあり、縦に扁平である。尾椎骨にトカゲの自切面と類似する構造が見られるが、生息環境に目立った捕食動物が存在しないことや主に尾を移動手段として使っていたことなどから陸棲の祖先の名残で実際には自切しなかったとされる。

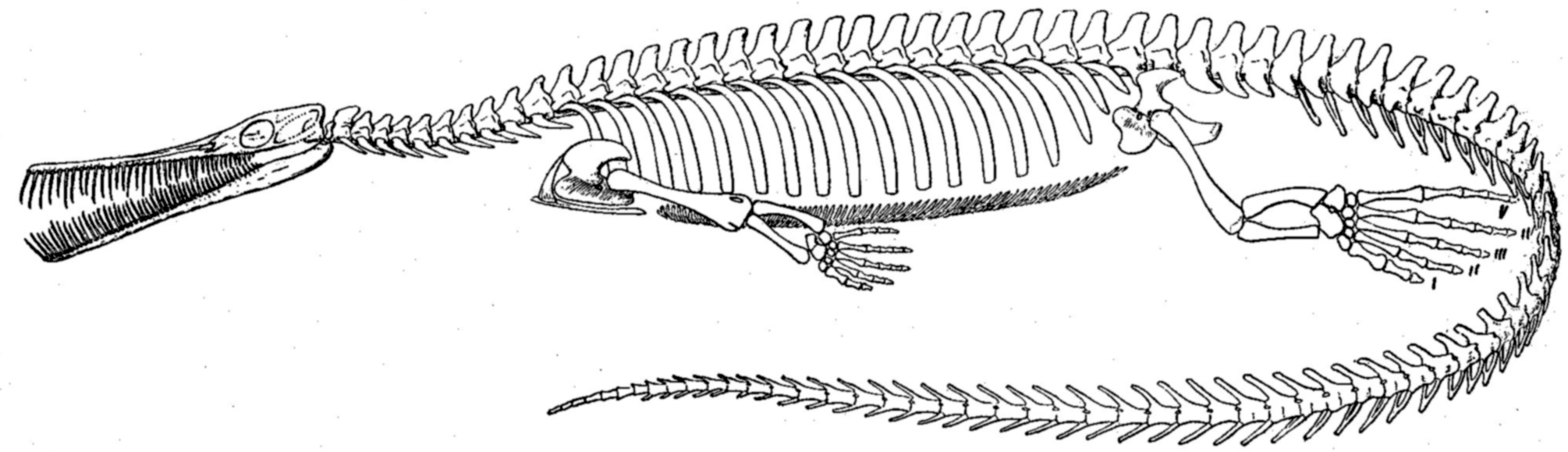
メソサウルス骨格
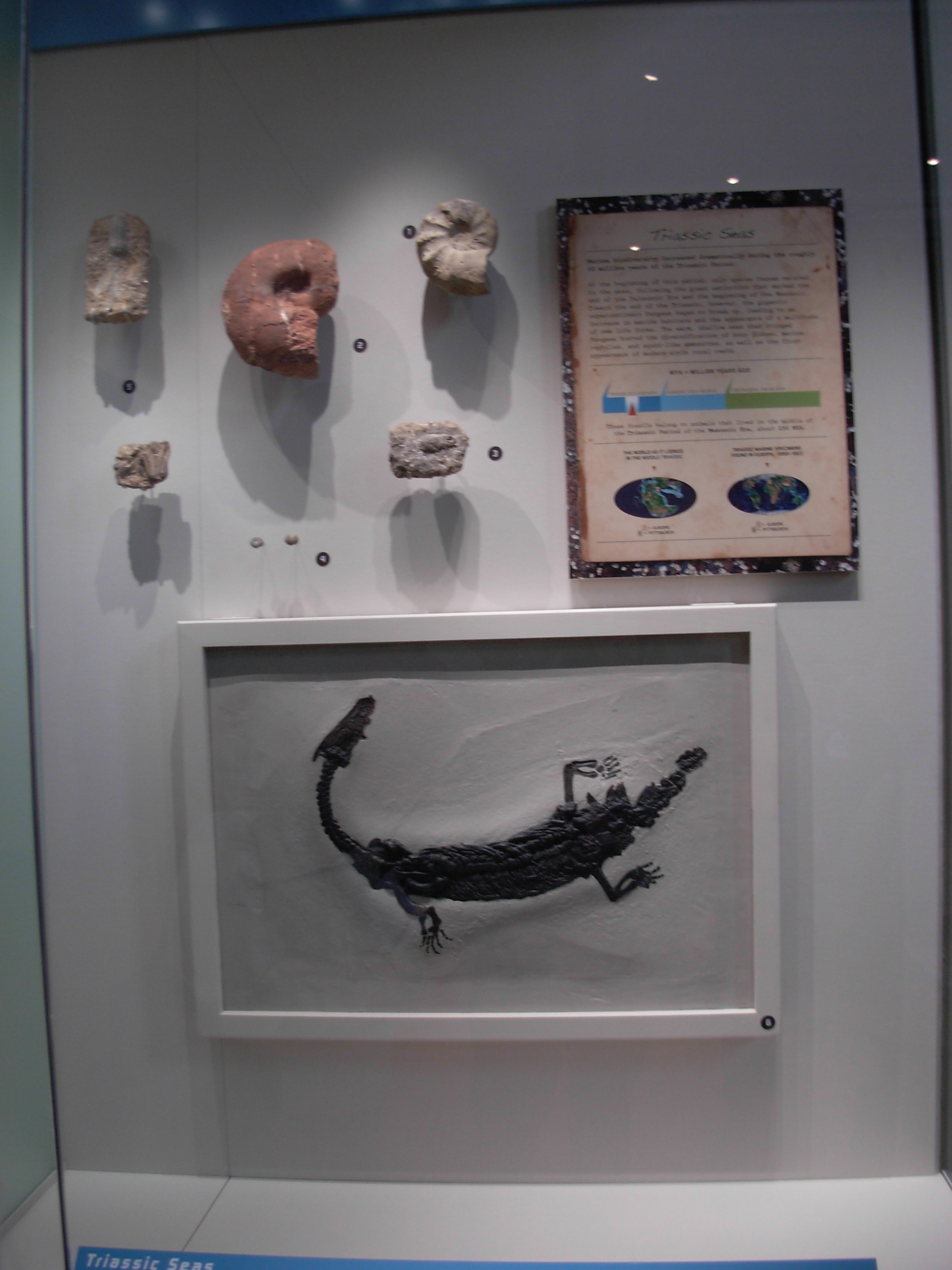
メソサウルス化石。上はアンモナイト

## 繁殖
メソサウルスは胎児化石がウルグアイから発掘されている。研究共著者のグラシエラ・ピニェイは本種が子供を出産する胎生か、あるいは卵を孵化直前まで胎内で保持していたと考えている。またグラシエラは胎児の化石が発見された理由として、胎児が塩分を含んだ酸素の少ないラグーンに埋没したことを挙げている。

## 生態
化石が発見された地層の堆積物から、この生物は湖沼など陸水系に生息していたと推定される。四肢の構造などから生涯の大半を水中で過ごし、陸上に上がることは稀であったであろう。おそらく彼らは針状の歯で、水中のプランクトンや小さな甲殻類を濾し取って食べていたと思われる。2022年の論文においては、成長に伴って浅海の活動的な捕食者から遠洋の濾過食者への生活様式の変化があったことが指摘されている。

## 分布

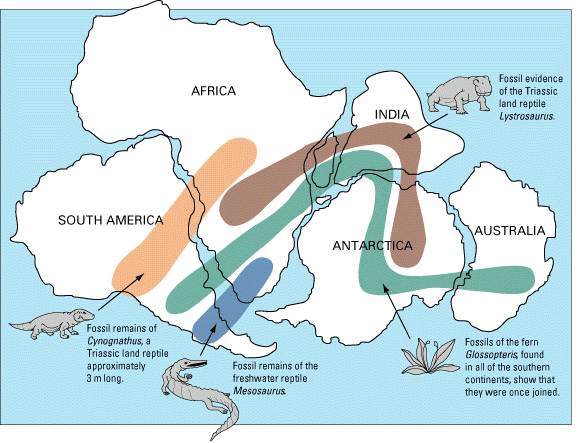
ゴンドワナ大陸のメソサウルスの分布域（青色）

メソサウルスはリストロサウルス同様、大陸移動説を強力に裏付ける物証である 。その化石は南アフリカと南米で発見されている。この生物は沿岸性で小型であり、大西洋を渡ることが出来なかった為、この生物の分布はアフリカと南米の両大陸が、かつては結合して地続きであった事を示している。当時、ゴンドワナ大陸のアフリカと南アメリカの境に巨大湖が存在したと推定され、彼らはここに生息していたのではないかといわれる。